# اولی آکرستروم
اولریکا اولی آکرستروم (۱۷ مارس، ۱۸۵۸ – ۱۰ اوت ۱۹۴۱) یک بازیگر، رقاص، نمایشنامه‌نویس و هنرمند وودویل اهل ایالات متحده بود.

## زندگی اولیه و حرفه

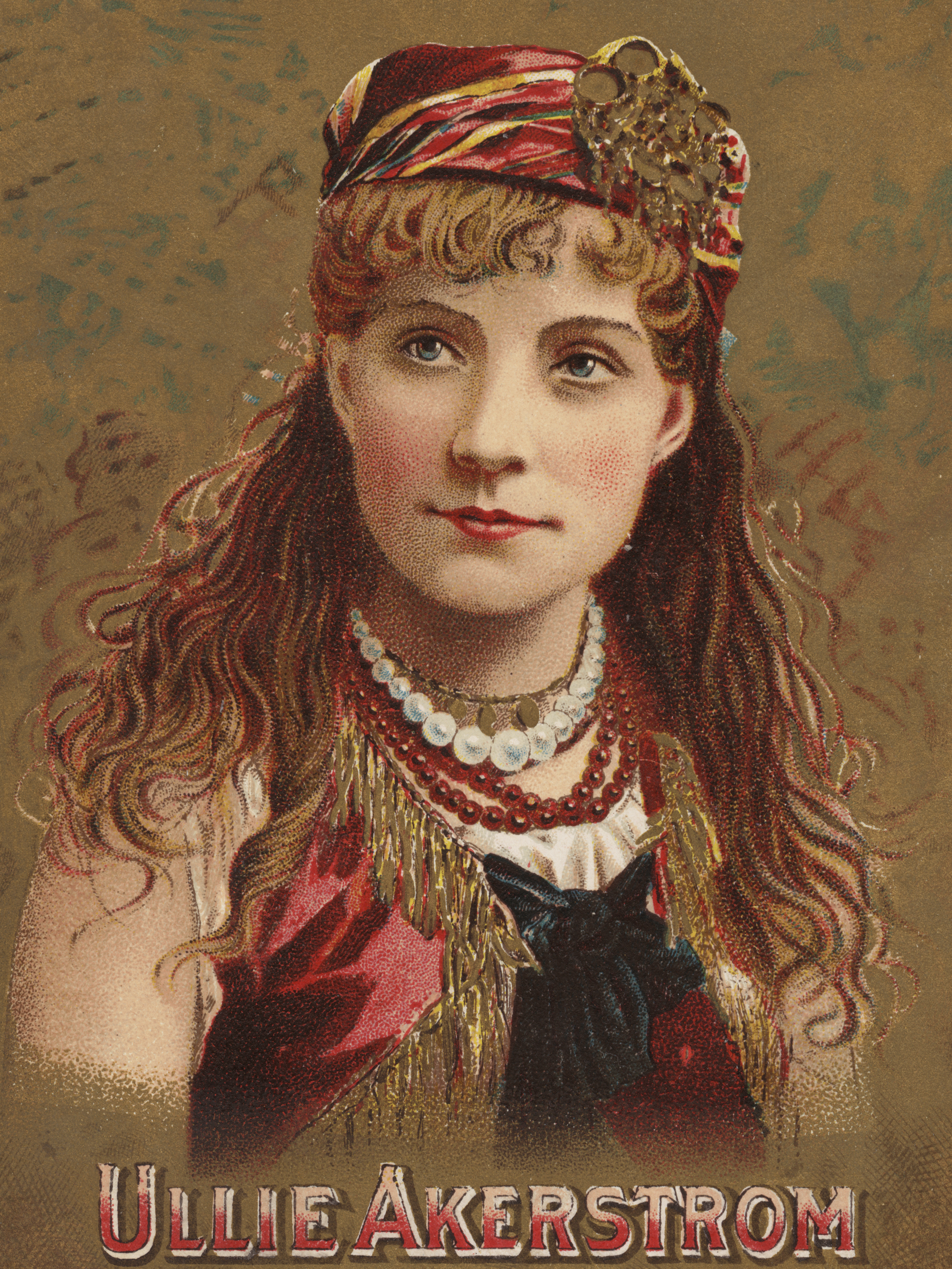

اولی آکرستروم در نیویورک سیتی به دنیا آمد و در شیکاگو، ایلینوی بزرگ شد. او دختر الیزابت دبلیو. واتکینز و مهاجر سوئدی، چارلز جی. آکرستروم بود. زمانی که او دو ساله بود، خانواده به شیکاگو نقل مکان کردند، کمی بعد از آن پدرش درگذشت. شیکاگو تا سال ۱۸۹۶ محل اقامت اصلی آکرستروم باقی ماند.
هنگامی که او هنوز نوجوان بود و به دنبال ورشکستگی بانکی که تقریباً تمامی پس‌اندازهای خانواده را از بین برد، آکرستروم اولین بار در تاریخ ۵ اکتبر ۱۸۷۶ به عنوان یک سخنران در کلیسای متدیست اپی‌اسکوپال پارک ایونیو در شیکاگو، واقع در تقاطع خیابان پارک و خیابان روبی، به روی صحنه رفت.
او اولین بار در میلواکی، ویسکانسین به عنوان یک هنرمند وودویل روی صحنه رفت. او در نمایش‌هایی از جمله فانچون، جیرجیرک، مروارید ساووی، دست پنهان، آنته، دختر رقاص (۱۸۸۹، اولین حضور در نیویورک)، رنا، یک مشغول کوچک (۱۸۹۱)، ازدواج عجیب، زیر چراغ‌های شهر (۱۸۹۸)، برده زیبای لندن، یتیم (۱۸۹۸) و خانه‌دار یک مرد مجرد (۱۸۹۸).
آکرستروم چندین نمایشنامه و طرح در دوران حرفه‌ای خود نوشت، از جمله ویولا، خواننده خیابانی (۱۸۸۶)، رنا، آنته، دختر رقاص (۱۸۸۹)، میس روزا، ثروت یک فقیری (۱۸۹۳)، ملکه میدان مبارزه (۱۸۹۳)، انتقام یک زن (۱۸۹۵)، داستان یک جرم (۱۸۹۵)، آن اسمیت گال، مشغول کوچک، رقاص مصری، و استقبال گرم پزشک (۱۹۰۱). آکرستروم همچنین یک کتاب از اشعار محبوب به نام سوت بزن، و دیگر اشعار (۱۸۸۸) منتشر کرد.
یک بازسازی از میس روزا آکرستروم که حدود سال ۱۸۹۵ در بریتانیا روی صحنه رفت، با حضور هنرمند معروف غرب وحشی آنی اوکلی در نقش اصلی، آغازگر حرفه بازیگری او بود.
آکرستروم در سال ۱۹۰۳ از حرفه بازیگری بازنشسته شد و در بروکلین زندگی کرد و در آنجا به نوشتن طرح‌ها، نمایشنامه‌ها و اشعار مشغول شد. او همچنین نمایش‌هایی تولید کرد. آثار آکرستروم از این دوره شامل یک پزشک به احترام؛ یا، یک اشتباه شاد (۱۹۰۶)، بیوه (۱۹۱۰)، سن اِلما (۱۹۱۰)، توطئه (The Plot) (۱۹۱۰)، یک اتفاق انتخاباتی (An Election Episode) (۱۹۱۰)، ماجراها؛ یا، زن‌ستیز (Adventures; or, The Woman Hater) (۱۹۱۰)، واشتی؛ یا، تا مرگ ما را از هم جدا نسازد (Vashti; or, Until Death Do Us Part) (۱۹۱۰)، حسابرسی (The Reckoning) (۱۹۱۱)، پیشنهاد ذهنی؛ یا، ساخته شده در آلمان (Mental Suggestion; or, Made in Germany) (۱۹۱۱)، همسر دوم خانم مورفی (Mrs. Murphy's Second Husband) (۱۹۱۱)، ناتاشا (Natasha) (۱۹۱۱)، ساعت یازدهم؛ یا، دو خواهر (The Eleventh Hour; or, Two Sisters) (۱۹۱۱)، یک داستان از تپه‌ها (A Story of the Hills) (۱۹۱۱)، شرط‌بندی (The Wager) (۱۹۱۲)، دختر سلطان (The Sultan's Daughter) (۱۹۱۲)، محبوب سلطان (The Sultan's Favorite) (۱۹۱۲)، آفتاب (Sunshine) (۱۹۱۲)، دختر جدید ما (Our New Girl) (۱۹۱۲)، ماسک قرمز (The Red Mask) (۱۹۱۳)، گرفته شده با اجناس (Caught with the Goods) (۱۹۱۵)، بالا به تپه‌ها به خانه فقرا (Over the Hills to the Poor House) (۱۹۲۱)، فلیور تسخیر شده؛ یا، پاسخ چیست؟ (The Haunted Fliver; or, What's the Answer) (۱۹۳۵) و صدای پادشاه (Call of the King) (1938).
او تا سال ۱۹۳۵ به فلوریدا نقل مکان کرد، اما در تولیدات تئاتری محلی فعال باقی ماند، به عنوان هنرمند، نویسنده و تولیدکننده.

## زندگی شخصی
آکرستروم در سال ۱۸۹۸ با مدیر خود، آبنر بندیکت (که به‌طور حرفه‌ای به نام گاس برنارد شناخته می‌شد)، ازدواج کرد؛ او در سال ۱۹۱۵ درگذشت. او دوباره در سال ۱۹۱۹ با جورج هاوارد میلیوس ازدواج کرد.